# هانا هولبورن غراي
هانا هولبورن غراي (25 أكتوبر 1930) مؤرخة أمريكية للفكر السياسي في عصر النهضة والإصلاح وأستاذة تاريخ متقاعدة ذات لقب فخري في جامعة شيكاغو. شغلت منصب رئيس جامعة شيكاغو منذ عام 1978 إلى عام 1993، بعد أن شغلت منصب رئيس جامعة ييل بالإنابة في الفترة منذ 1977 إلى 1978. كانت أول امرأة تتولى أعلى منصب تنفيذي في كلتا الجامعتين. أصبحت، بعد توليها هذا المنصب في شيكاغو، واحدة من أولى النساء في الولايات المتحدة اللاتي تولين الرئاسة الكاملة لإحدى الجامعات الكبرى.

## السيرة الحياتية
وُلدت هولبورن في مدينة هايدلبرغ بألمانيا، وهي ابنة هايو هولبورن، أستاذ التاريخ الأوروبي في جامعة ييل الذي فر من ألمانيا النازية إلى أمريكا، وآن ماري بيتمان، عالمة فقه اللغة. أصبح شقيقها الأكبر، فريدريك، مستشارًا بالبيت الأبيض وأستاذًا للسياسة الخارجية في كلية الدراسات الدولية المتقدمة بجامعة جونز هوبكنز.
التحقت غراي بمدرسة فوت بمدينة نيو هيفن بولاية كونيتيكت (تخرجت عام 1943)، ومدرسة سيدويل فريندز في واشنطن العاصمة، ثم كلية برين ماور بضواحي فيلادلفيا، حيث تخرجت عام 1950. سافرت إلى أكسفورد بصفة باحثة في برنامج فولبرايت. حصلت على درجة الدكتوراه في الفلسفة من جامعة هارفارد عام 1957، ودرَّست بها، وأصبحت أستاذًا مساعدًا عام 1959. قيّد «شكلها الخارجي» تجاربها في جامعة هارفارد بصفتها امرأة. على الرغم من أن التعليم مختلط فعليًا في بعض برامج الدراسات العليا منذ خمسينيات القرن العشرين، فقد نُقلت النساء في الغالب إلى كلية رادكليف «المنفصلة غير المكافئة». عندما أصبحت غراي المرأة الأولى والوحيدة التي تعمل بالتدريس في التاريخ والأدب، سُمح لها على مضض بالانضمام إلى حفلات طعام هيئة التدريس ولكن من الواضح أنها لم تكن موضع ترحيب من قبل المعلمين الآخرين. عندما تقدمت غراي لتصبح معلمة، وبصفتها امرأة، مُنعت من دخول قاعة الكلية الرئيسية وطُلب منها الدخول من الباب الجانبي، على الرغم من أنها قررت الدخول من الباب الأمامي على أي حال. (ألهمتها هيلين مود كام، وهي أستاذة بجامعة هارفارد، إذ باتت أول امرأة تحضر الاجتماعات الصباحية لأعضاء هيئة التدريس في وقت سابق من هذا العقد وخلال أكثر من 300 عام من إنشاء المؤسسة، عن طريق الحضور كل يوم والجلوس فقط).
انتقلت غراي إلى شيكاغو عندما عُين زوجها في منصب في جامعة شيكاغو. أمضت عامها الأول كزميلة باحثة في مكتبة نيوبيري، ثم بدأت تدريس التاريخ في شيكاغو وحصلت على وظيفة في عام 1964. عملت، منذ عام 1966 إلى عام 1970، محررة مشاركة لمجلة التاريخ الحديث مع زوجها. عُينت غراي عميدًا لكلية الآداب والعلوم في جامعة نورث وسترن عام 1972 وأصبحت أستاذًا للتاريخ وعميدًا في جامعة ييل في عام 1974. عملت رئيسًا بالإنابة لجامعة ييل لمدة أربعة عشر شهرًا بعدما قبل الرئيس كينغمان بروستر على نحو غير متوقع تعيينه سفيرًا للولايات المتحدة لدى محكمة سانت جيمس.
عادت غراي بعد ذلك إلى جامعة شيكاغو، إذ ترأستها منذ عام 1978 إلى عام 1993، وهي أول رئاسة (كاملة) لامرأة لجامعة كبرى في الولايات المتحدة. مُنحت وسام الحرية الرئاسي في عام 1991. تقاعدت في يونيو 1993 لكنها ظلت محتفظة بلقب هاري برات جادسون الفخري كأستاذة متقاعدة.
عملت غراي أيضًا بصفة مدير أو عضو مجلس إدارة أو وكيل لهارفارد وييل ومؤسسة سميثسونيان وجي بي مورغان تشيس ومؤسسة أندرو دبليو ميلون ومدرسة مارلبورو للموسيقى ومجلس العلاقات الخارجية وتحالف كونكورد ومايو كلينك ومؤسسة بروكينغز وكلية برين ماور. حصلت غراي على درجات فخرية من أكثر من ستين مؤسسة، كجامعة شيكاغو، وكلية وليام وماري وجامعة هارفارد وأكسفورد وييل وبراون وكولومبيا وبرينستون وديوك. شغلت منصب رئيس مجلس إدارة ثاني أكبر مؤسسة في أمريكا، وهي معهد هوارد هيوز الطبي، حتى عام 2010. «سُرقت» صورة غراي المعلقة في جامعة شيكاغو في أكثر من مناسبة (وأُعيدت) في لفتة مازحة من الطلاب. نشرت غراي مذكراتها بعنوان حياة أكاديمية في عام 2018.